# Aéro-Club de France
El Aéro-Club de France (Aero-Club de Francia en español) es una organización de Francia destinada a la promoción de toda actividad en el dominio aeronáutico y aeroespacial. Fundada en 1898 es la sociedad más antigua en este campo.
Académicos, fabricantes de productos, proveedores de servicios y otros profesionales aeroespaciales civiles y militares globales están representados en la AeCF. La sede de la organización está en París.